# Hanhijoki (vattendrag i Finland, Lappland, lat 67,75, long 27,47)
Hanhijoki är ett vattendrag i Finland.   Det ligger i landskapet Lappland, i den norra delen av landet, 800 km norr om huvudstaden Helsingfors.